# Jemwa
Jemwa (russisch Емва) ist eine Stadt in der nordwestrussischen Republik Komi mit 14.570 Einwohnern (Stand 14. Oktober 2010).

## Geografie
Die Stadt liegt im Vorland des Nordurals etwa 130 km nordöstlich der Republikhauptstadt Syktywkar am linken Ufer des Wym, eines rechten Nebenflusses der in die Nördliche Dwina mündenden Wytschegda.
Jemwa ist Verwaltungszentrum des Rajons Knjaschpogost.
Die Stadt liegt an der Petschora-Eisenbahn Konoscha–Kotlas–Workuta (Station Knjaschpogost, Streckenkilometer 1365 ab Moskau).

## Geschichte
Der Ort entstand 1941 als Siedlung städtischen Typs Schelesnodoroschny beim Bau der nach dem nahe gelegenen Dorf benannten Eisenbahnstation Knjaschpogost der Petschora-Eisenbahn. 1985 erhielt die Siedlung unter dem heutigen Namen Stadtrecht, nach der lokalen komi-chantischen Bezeichnung für den Fluss Wym (etwa heiliger Fluss).

### Bevölkerungsentwicklung
| Jahr | Einwohner |
| ---- | --------- |
| 1959 | 13.706    |
| 1970 | 13.529    |
| 1979 | 15.936    |
| 1989 | 18.782    |
| 2002 | 16.739    |
| 2010 | 14.570    |

Anmerkung: Volkszählungsdaten

## Kultur und Sehenswürdigkeiten
In Jemwa gibt es ein Historisches und Heimatmuseum.

## Wirtschaft
Jemwa ist Zentrum der Holzwirtschaft und -verarbeitung.